# Cyphostigma pulchellum
Cyphostigma pulchellum là một loài thực vật có hoa trong họ Gừng. Loài này được George Henry Kendrick Thwaites mô tả khoa học đầu tiên năm 1861 dưới danh pháp Amomum pulchellum. Năm 1882, George Bentham chuyển nó sang chi Cyphostigma. Nó cũng là loài duy nhất được công nhận tại thời điểm năm 2020 trong chi Cyphostigma.

## Phân bố
Loài này là đặc hữu Sri Lanka.